# As Duas Torres
The Two Towers (As Duas Torres, no Brasil e em Portugal) é o segundo volume da trilogia O Senhor dos Anéis, escrita pelo professor e filólogo britânico J. R. R. Tolkien. É a continuação de A Sociedade do Anel e antecede O Retorno do Rei. Foi publicado originalmente em 11 de novembro de 1954.
Nos países lusófonos O Senhor dos Anéis - As Duas Torres foi publicado primeiramente no Brasil de maneira extraoficial (Irregularmente) pela editora Artenova dividido em dois volumes, sendo o primeiro intitulado "O Senhor dos Anéis - As Duas Torres", publicado em 1975 e o segundo "O Senhor dos Anéis - A Volta do Anel", publicado em 1976. A tradução está obsoleta para os dias atuais, contendo alguns termos considerados até mesmo "jocosos". 
Com o encerramentos das atividades da primeira editora, a editora WMF Martins Fontes passou a publicar, desta vez oficialmente, o título no Brasil em 1994, com um trabalho editorial mais adequado e bem trabalhado. O livro, desta vez integralmente publicado, teve várias reedições no Brasil pela editora, sendo uma delas com a arte de capa de Geoof Taylor em 2000 e um volume único publicado em 2001. Em 2019 a editora Harper Collins passou a publicar o título no país, com mudanças de tradução em relação à da Martins Fontes que causaram muitas controvérsias entre os fãs na época.
Em Portugal a primeira editora a publicar foi a Europa-América em 1981, com uma tradução preferida até mesmo pelos leitores brasileiros à época.

## Título e publicação
Tolkien pensou O Senhor dos Anéis como uma obra de volume único dividido em seis seções que ele chamou de "livros", juntamente com extensos apêndices. O trabalho, porém, foi dividido em três volumes. As Duas Torres compreende os livros III e IV.
Tolkien escreveu: "As Duas Torres é o mais próximo possível de um título que cubra os tão divergentes livros III e IV; e pode ser deixado ambíguo." Tolkien também propôs nomes individuais a cada livro. O livro III se chamaria "The Treason of Isengard". O livro IV se chamaria "The Journey of the Ringbearers" ou "The Ring Goes East".
Em cartas a Rayner Unwin, Tolkien cogitou identificar as duas torres como Orthanc e Barad-dûr, Minas Tirith e Barad-dûr, ou Orthanc e a Torre de Cirith Ungol. Mais tarde, entretanto, Tolkien desenhou uma capa para o livro, o que identificou o par como Orthanc e Minas Morgul. Na ilustração, Orthanc é uma torre preta de três pontas, com o símbolo da mão branca de Saruman ao lado; Minas Morgul é uma torre branca com uma lua crescente acima, em referência ao seu nome original, Minas Ithil, a Torre da Lua. Entre as duas voa um Nazgûl.

## Conteúdo
Algumas edições contêm um resumo para leitores que não leram os volumes anteriores. O corpo do volume consiste no Livro III e Livro IV.

### Livro III
Após tentar tirar o Anel de Frodo, Boromir é alvejado e morto por um grupo de orques, os Uruk-hai, mandados por Saruman. Eles capturam Merry e Pippin e começam a voltar para Isengard. Aragorn, Legolas e Gimli encontram o corpo de Boromir e lhe preparam um funeral no rio Anduin. O grupo então decide perseguir os orques e resgatar os hobbits. No Reino de Rohan, os orques são mortos pelos Cavaleiros de Rohan, liderados por Éomer. Merry e Pippin fogem para a Floresta de Fangorn, onde encontram Barbárvore, um ent, que os leva para sua casa na floresta. Aragorn, Legolas e Gimli rastreiam os hobbits até a Floresta de Fangorn, onde inesperadamente encontram Gandalf.
Gandalf explica que matou o Balrog, e que ele próprio também morreu na luta, mas que foi mandado de volta à Terra Média para completar sua missão e que agora se tornou Gandalf, o Branco, substituindo Saruman como chefe dos magos. Ele assegura que Merry e Pippin estão seguros e leva o grupo para Edoras, onde livra o Rei Théoden da influência maligna de Gríma Língua-de-Cobra. Théoden convoca os Rohirrim para defenderem o Abismo de Helm e atacarem Isengard.
Quando chegam em Isengard, encontram-na destruída e inundada pelos ents, com Saruman preso em sua torre. Théoden, Aragorn, Legolas, Gimli e Gandalf encontram Merry e Pippin relaxando nas ruínas, onde contam suas respectivas jornadas até ali. Em Orthanc, Gandalf oferece uma chance para que Saruman se junte ao lado do bem, mas Saruman recusa e Gandalf quebra-lhe o cajado. Ao saírem, Língua-de-Cobra atira um objeto duro e esférico para matar Gandalf, mas erra o alvo, e Pippin apodera-se do objeto. Gandalf decide guardá-lo, mas Pippin, curioso, o furta à noite. É revelado que o objeto é um palantír, uma pedra que Saruman usava para se comunicar com Sauron. Sauron vê Pippin, e pensa que ele está preso em Orthanc. Gandalf parte imediatamente com Pippin a Minas Tirith.

### Livro IV
Frodo e Sam, a caminho de Mordor, passam dificuldades no acidentado terreno das Emyn Muil, e percebem que estão sendo seguidos; mas, durante a noite, conseguem capturar Gollum. Frodo faz com que Gollum jure servi-lo, Portador-do-Anel, e os guiar a Mordor. Gollum os guia através dos Pântanos Mortos. Sam ouve Gollum debatendo, com seu alter ego, Sméagol, se ele deveria quebrar a promessa e roubar o Anel, ou não.
O Portão Negro de Mordor é muito bem guardado, então Gollum os guia por Ithilien, para que possam entrar por um caminho secreto que ele conhece. Na estrada eles encontram Faramir, irmão de Boromir, que os leva a Henneth Annûn. Lá, Faramir resiste à tentação do Anel e os libera para seu caminho.
Gollum, pretendendo trair Frodo e Sam, leva-os à toca da grande aranha Laracna, que vive ali. Frodo é picado e desfalece devido ao forte veneno. Sam usa Ferroada e o Frasco de Galadriel para ferir seriamente Laracna, que recua. Acreditando que Frodo está morto, Sam pega o Anel e continua a jornada sozinho. Orques encontram Frodo e, os ouvindo, Sam descobre que ele está vivo. 

## Recepção Crítica
No The New York Times, Donald Barr deu uma crítica positiva, chamando-o de "um trabalho extraordinário – pura emoção, narrativa desimpedida, calor moral, regozijo descarado na beleza, mas emoção acima de tudo".
Anthony Boucher, analisando o volume em The Magazine of Fantasy & Science Fiction, escreveu que As Duas Torres "faz exigências excessivas à paciência de seus leitores" com passagens que "poderiam ser cortadas sem afetar a forma ou o conteúdo". No entanto, ele elogiou o volume, dizendo que "nenhum escritor, exceto E. R. Eddison, criou sua própria mitologia de forma tão satisfatória e convincente e a descreveu vividamente em algumas das prosas mais puras e bonitas que esta dura década viu impressa.".
O The Times Literary Supplements o chamou de "épico em prosa em louvor à coragem" e afirmou que o Westernesse de Tolkien "chega ao nível da imaginação do leitor com Asgard e Camelot".
Mahmud Manzalaoui, na Egyptian Gazette, escreveu que o livro "não agradou os leitores do romance psicológico moderno básico", mas que significava uma nova tendência na ficção.
John Jordan, avaliando o livro para a Irish Press, escreveu admirando sua narrativa "tecendo romance épico, heróico, de parábola e de conto de fadas, e o tipo mais aventureiro de história de detetive, em um padrão ao mesmo tempo estranho e curiosamente familiar à nossa experiência". Ele comparou a morte e o reaparecimento do mago Gandalf à ressurreição de Cristo.